# Pachnoda allardi
Pachnoda allardi är en skalbaggsart som beskrevs av Ruter 1969. Pachnoda allardi ingår i släktet Pachnoda och familjen Cetoniidae. Inga underarter finns listade i Catalogue of Life.